# X战警：第一战
《X戰警：第一戰》（英語：X-Men: First Class）是一部於2011年上映的美國超级英雄電影，改編自漫威漫畫旗下的同名超級英雄團體X戰警。本片為X戰警系列電影的第五部電影作品，由馬修·范恩執導，布莱恩·辛格等人負責製片，並由詹姆斯·麥艾維、麥可·法斯賓達、蘿絲·拜恩、詹紐瑞·瓊斯、奧立佛·普雷特與凱文·貝肯等人主演。本片的背景主要設定在1962年的古巴飛彈危機期間，劇情聚焦於查爾斯·賽維爾 / X教授與艾瑞克·藍歇爾 / 萬磁王間的關係，以及兩人領導的團隊——X戰警和變種人聯盟——的起源。
最初，勞倫·舒勒·唐纳在《X戰警2》的製片期間便開始發想，後來，另一位製片人賽門·金柏格建議二十世紀福斯製作一部改編自《X戰警：神秘版》的電影。曾執導《X戰警》及《X戰警2》的布莱恩·辛格在2009年時加盟擔任導演，但因與其他合約的衝突，他僅能擔任電影的製片人及編劇。最後，馬修·范恩成為該片的導演，並與他的御用編劇簡·古德曼一同撰寫了最終的劇本。電影於2010年8月開始進入製片階段，主要攝影於12月完成。有關描繪1960年代的部分從當時上映的詹姆士·龐德電影中取得靈感。
《X戰警：第一戰》在票房方面取得成功，為系列電影中票房排名第七高的作品，並收穫影評人及觀眾的積極評價，多稱讚系列電影的創新、演員的表現、編劇、導演功力、動作場景、視覺效果及亨利·傑克曼譜寫的配樂。續集《X戰警：未來昔日》於2014年5月上映；而前傳三部曲的第三部電影《X戰警：天啟》則於2016年5月27日發行。

## 劇情
1944年，波蘭集中營裏，德國科學家克勞斯·施密特目睹一位猶太男孩艾瑞克·藍歇爾伸手將一道金屬柵欄門嚴重彎曲变形，從此對艾瑞克產生興趣而對他進行多數科學實驗試圖激發他的能力，最後還親手槍殺艾瑞克的母親。被悲憤驅使的艾瑞克瞬間爆發出驚人的金屬控制能力，殺死兩名警衛並摧毀整個房間。與此同時，居住在威斯特徹斯特郡、五歲的強大心電感應男孩查爾斯·賽維爾，在他宅邸廚房中遇見一位能夠變形成任何人的小女孩瑞雯·多克倫在找食物；查爾斯表示他不怕她，還很高興他發現和自己一樣「與眾不同」的同類，並邀請她與他的家人共同生活。
1962年，艾瑞克開始四處找尋施密特來報仇，而23歲的查爾斯從牛津大学畢業的成為一名基因學家，並正撰寫關於人類突變後成為變種人的論文。在拉斯維加斯，一位中情局探員莫伊拉·瑪塔格跟蹤一名美軍上校亨德利進入一家地獄火俱樂部，通過臥底滲透進去後偷看到亨德利和施密特坐在一起。到現在還保持年輕的施密特如今化名為「塞巴斯丁·蕭」，帶著他手下的幾名變種人白皇后、激流、以及紅魔鬼，靠威脅亨德利使他同意條件後，讓他主張美國在土耳其安置核彈以威脅蘇聯。當亨德利打算靠一顆手榴彈來敲詐蕭，但蕭卻靠雙手吸收進爆炸能量後，將能量釋放出來炸死亨德利。
目睹變種人的莫伊拉閱讀查爾斯的論文後，請他和瑞雯來到中情局總部作為顧問。儘管局長拒絕聘請變種人，但一位中情局高官卻邀請查爾斯來到一個機密的X部門，查爾斯靠心電感應得知蕭所藏身的私人遊艇。而同時，艾瑞克找到蕭的位置而摧毀整艘遊艇，但蕭卻靠一架潛水艇逃離至深海。艾瑞克為了停下潛艇而差點在水裏溺死，查爾斯注意到後只能跳水制止並救他。艾瑞克為了尋找有關蕭的資料而跟隨查爾斯來到「X部門」大樓，眾人遇見一位年輕科學家漢克·麥考伊，而查爾斯發現漢克也是變種人的事實。漢克和瑞雯逐漸產生情愫，漢克也坦白他在研究一種能夠攻克變種基因的“解藥”。
為了有能力來和蕭抗衡，查爾斯透過漢克研製的腦波強化機原型，找到生活於世界各地的年輕變種人，和艾瑞克共同招募安琪·薩爾瓦多、阿曼多·穆尼歐斯、亞歴克斯·桑瑪斯、以及西恩·卡西迪，當中包括漢克和瑞雯。白皇后代替蕭與一位蘇聯高官會面時，查爾斯以和艾瑞克展開突襲並抓獲白皇后，但查爾斯卻從她腦子裏目睹蕭打算靠發動第三次世界大戰，來為未來誕生的變種人取代人類的驚人目的。與此同時，蕭帶領紅魔鬼和激流入侵X總部，殺光所有官員後說服瑞雯等人為他賣命。眾人中只有安琪決定加入他，蕭還殺死企圖反擊的阿曼多。
蕭間接促成古巴導彈危機後躲入他的私人潛水艇裏觀看戰果，戴上一個能隔絕心電感應的頭盔好不受人控制。查爾斯帶其他人回到他的宅邸，開始讓所有人通過釋放能力來做訓練，而瑞雯在期間對她的外表產生懷疑，在艾瑞克奉勸她要接受自己的信念後，瑞雯決定拒絕漢克的解藥。漢克在心灰意冷下便對他自己注射解藥，卻不僅沒成功、反而使血清增強他的變種基因，使他的身體轉化為藍皮膚、毛茸茸的「野獸」。隔天，全員集合後開戰機來到古巴海邊的美俄戰船界線，但美俄兩軍都在這時趕到，所幸查爾斯用心電感應控制蘇俄戰艦上的人員，暫時避免兩軍開戰。
雙方陷入苦戰時，艾瑞克將蕭的潛水艇從海裏舉起來後，獨自走進潛艇和蕭正面對決。艾瑞克暗中讓查爾斯瞬間控制住蕭，但因為堅持要報仇而親自戴上頭盔，對蕭表明他認同其理想後，用蕭當初於集中營裏賜予他的納粹硬幣，慢慢穿過他的大腦而報完殺母之仇。目睹一切的美俄雙方因恐懼變種人而對海灘發射飛彈，但艾瑞克輕易將所有飛彈停止轉向往回飛，莫伊拉開槍試圖阻止艾瑞克移動飛彈時，子彈卻被艾瑞克移開時不慎打中查爾斯的脊椎乃至雙腿癱瘓。艾瑞克對於誤擊摯友感到悔恨，同時也加深他對人類的憎恨，便呼籲在場的變種人加入他以對抗人類勢力。除了安琪、激流和紅魔鬼跟隨他以外，瑞雯也決定加入艾瑞克一方而集體離去。
戰爭隨著危機結束而避免，如今坐上輪椅的查爾斯在莫伊拉的提議下，決定將他的宅邸變成變種人的校園，專門培養變種人的作戰能力。然而，查爾斯恐懼莫伊拉會受到軍方拷問，便忍痛消除她的相關記憶，恢復成普通探員的莫伊拉因為毫無記憶，她的上級們也決定不再繼續問她。但此時，將自己命名「萬磁王」的艾瑞克帶領隊伍攻入總部救出白皇后；人類與變種人之間的鬥爭也就此拉開序幕。

## 角色

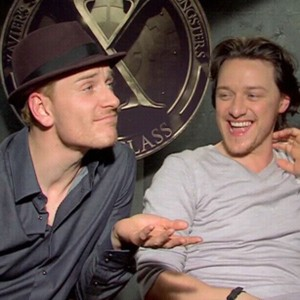
演員麥可·法斯賓達（左）與詹姆斯·麥艾維（右）出席於記者招待會上。

- 詹姆斯·麥艾維飾演查爾斯·賽維爾／X教授：一位擁有心靈感應能力的強大變種人，X戰警的創始人，同時也是艾瑞克·藍歇爾的摯友，直到兩人因對變種人在人類社會上所屬地位抱持不同看法而逐漸分裂。

麥艾維是沃恩心目中，飾演賽維爾的首要人選。在開始選角後，麥艾維與其他飾演萬磁王的考慮人選一同試鏡，以考驗麥艾維出演對手戲時的功力。麥艾維表示，他年幼時並沒有閱讀X戰警漫畫，隨後補充說明，自己10歲時是《X戰警》電視劇的粉絲。麥艾維描述年老的查爾斯·賽維爾是「一名僧侶……一名無私、沒主見、幾乎對性冷淡且致力於造福人類和降低死亡率的人」，並指出，年輕時的賽維爾是個截然不同的人，「他年少輕狂的一面是個自給自足、性感且自私自利的花花公子，這點十分有趣。雖然不會與老年的他相差太多，但年輕的他一定有自主意識，也絕對會慾火焚身」。麥艾維承認，他認為X教授與萬磁王間的關係和馬丁·路德·金恩及麥爾坎·X之間的有所相似，表示「這就好像你遇到仍在追尋自我的他們，接著，你見證了塑造他們的事件」。麥艾維避免讓他的演出帶有派崔克·史都華的風格，就如同沃恩告訴他的，麥可·法斯賓達只是將賽維爾與萬磁王在其他電影中的老情誼當做靈感罷了。沃恩認為，X教授是個「盡責、一本正經且不太受歡迎的角色，他的能力他媽的太強了」，並表示，劇本會讓年輕的賽維爾變得有趣些，「他看起來越像個混混」便越會懂得負責任，而責任感會驅使他繼續他的使命——找到更多的變種人。
- 羅倫斯·巴爾切 飾演 12歲時的查爾斯·賽維爾

- 麥可·法斯賓達飾演艾瑞克·藍歇爾／萬磁王：一位能操縱金屬或製造磁場的強大變種人，他曾是查爾斯的好友兼盟友，直到兩人因想法分歧而逐漸決裂。

法斯賓達曾為沃恩早期的電影作品試鏡，沃恩記得他，並送了一份劇本給法斯賓達。儘管法斯賓達對超級英雄團隊所知不多，但在讀過劇本後逐漸對漫畫產生興趣，並透過漫畫來了解萬磁王。法斯賓達認為藍歇爾是個亦正亦邪的權術者，他看著伊恩·麥克連爵士的演出，以捕捉萬磁王的韻味，但最終選擇在「另一幅新的畫布上作畫」，表示，「只須走自己的路，並與漫畫書和劇本的內容一起工作，這樣就可以了」。沃恩表示，藍歇爾是個「往目標直衝的酷傢伙；他是韓·索羅，而X教授則是歐比王·肯諾比」。
- 比爾·米爾納 飾演 14歲時的艾瑞克·藍歇爾

- 珍妮佛·勞倫斯飾演瑞雯·達克霍／魔形女：能任意變換形體的變種人，查爾斯·賽維爾童年時的玩伴兼義妹。

在出演《冰封之心》後，勞倫斯嘗試在《X戰警：第一戰》中飾演一名「戲份不那麼重的角色」。儘管她從未看過任何一部《X戰警》電影，勞倫斯依然跟隨著其他演員的腳步，成為了《X戰警》的粉絲，這也使她簽下出演該角色的合約，並決定與麥艾維和法斯賓達一同出演之後的《X戰警》系列電影。沃恩表示，勞倫斯之所以會被選上，是因為「她能擺脫困擾瑞雯已久的兩個勢力，使她轉變成魔形女；這個弱點掩蓋了她的強大力量」。勞倫斯對於她的演出帶有點保留意見，因為先前的魔形女是由勞倫斯心目中「世上最美麗的人」麗貝卡·羅梅恩所飾演，並認為，她們倆的詮釋方式有一定的差距，認為自己將魔形女飾演得「甜蜜且天真無邪」，而羅梅恩則將魔形女詮釋成一名「粗暴且野心勃勃」的人。為了飾演魔形女，勞倫斯必須節食，且每天得鍛鍊兩個小時，以保持完美體態。由於魔形女的皮膚是藍色的，使勞倫斯必須像羅梅恩在其他《X戰警》電影那樣化妝八個小時。首次化妝甚至使勞倫斯身上起了水泡。
- 摩根·莉莉 飾演 9歲時的瑞雯·達克霍：與勞倫斯相比，莉莉拍攝時穿著一套滑稽的緊身衣，僅需要花一小時半去化妝；由於幫一名兒童做全身化妝是頗不實際之舉。
- 麗貝卡·羅梅恩 飾演 成年的瑞雯·達克霍：僅短暫客串，且未掛名。羅梅恩之所以會客串出演是源自於沃恩的一場玩笑——在劇本中加入瑞雯「變身成碧姬·芭杜和瑪麗蓮·夢露等過去年代的性感象徵」的橋段。

- 蘿絲·拜恩飾演莫伊拉·瑪塔格（英语：Moira MacTaggert）：中央情報局探員，賽維爾與藍歇爾的盟友。

拜恩表示，她不太熟悉《X戰警》漫畫及電影，除了「究竟是什麼主宰了電影」以外。拜恩描述麥塔戈特為「一個男人世界中的一名女人，她勇氣十足且雄心勃勃——你知道的，她有種韌性，這點我非常喜歡」。
- 尼古拉斯·霍爾特飾演漢克·麥考伊／野獸：天才科學家，擁有類似猿類的超能力。他試著治癒自己，但最終反而讓自己變成結合猿類和獅子外觀及特性的藍色怪物。儘管他外貌兇惡，但實際上他親切又會關心他人。

百老匯演員班傑明·沃克曾打算飾演野獸，但因與百老匯音樂劇《血腥的安德魯·傑克遜》起衝突而退出。霍爾特之所以會被選上，是因為他擁有「溫柔及兇悍兼具」的特質。此外，霍爾特還承認自己是《X戰警》的粉絲，也表示自己樂意在出演2010年電影《超世紀封神榜》後再次參演動作片。當要拍攝漢克變身成野獸的場景時，霍爾特不得不忍受長四個小時的化妝過程，其中包含面具、隱形眼鏡、毛茸茸的肌肉裝和假牙。由於沃恩希望片中的野獸看起來能更像凱西·葛雷莫在《X戰警：最後戰役》中飾演的版本，於是劇組對野獸進行重新設計並做了各種測試，試圖讓野獸看起來不會像任何一種特定的動物。但最終，野獸看起來仍像個有著毛茸茸身體的霍爾特。ADI的化妝師亞歷克·吉里斯將野獸比喻為「臉上及手臂上布滿了類似狼的毛皮」的生物。該肌肉裝使用了經過染色的狐狸毛皮。
- 盧卡斯·提爾飾演亞歴克斯·桑瑪斯／法官：變種人，擁有吸收能量再釋放的能力。

製片人告訴提爾，法官與野獸兩角尚有空缺，他可以來試鏡。提爾畢生的夢想就是飾演超級英雄，他回答道「我知道你會宰了我，但如果我將飾演野獸的話，那麼我就會退出劇組。我實在無法忍受每天都得化妝的痛苦」。提爾描述法官是「一位真正的好人」。
- 凱勒布·蘭德瑞·瓊斯（英语：Caleb Landry Jones） 飾演 西恩·卡西迪／海妖：變種人，可捕捉反射的音波來以亞音速飛行，並能發出震動的聲波，震盪物體使其液化、崩裂或令分子共振而產生爆炸。

瓊斯直到試鏡時仍不知道他到底是為哪個X戰警角色試鏡，瓊斯表示他之所以會去試鏡，是因為那是一名與他長相相似的超級英雄：「我有一頭紅髮和雀斑，至少我絕對不是為蝙蝠俠、羅賓或蜘蛛人試鏡」。此外，瓊斯還表示，劇本定義的角色比漫畫中的還多，因為海妖經歷過各式各樣的詮釋。鑒於海妖在漫畫中與麥塔戈特關係密切，瓊斯也試著「初步了解她，你知道，當我有能力時」。由於瓊斯有懼高症，特技團隊必須花費許多時間準備索具裝置。
- 凱文·貝肯飾演塞巴斯丁·蕭（英语：Sebastian Shaw (comics)）／克勞斯·施密特：一位能夠吸收能量的變種人，前納粹科學家及地獄火俱樂部（英语：Hellfire Club (comics)）的領導人，計劃讓變種人成為世界主宰。[26]他具有吸收能力再釋放的能力。[4]
- 傑森·佛萊明飾演阿薩佐惡魔（英语：Azazel (Marvel Comics)）[27]
- 奧立佛·普雷特飾演身穿黑色西裝的中情局高官[28]
- 詹紐瑞·瓊斯飾演艾瑪·佛斯特／白皇后[11]
- 艾迪·蓋瑟吉飾演阿曼多·穆尼歐斯／達爾文（英语：Darwin (comics)）[29]
- 柔伊·克拉維茲飾演安琪·薩爾瓦多／精靈（英语：Angel Salvadore）[10]
- 艾力克斯·岡薩雷茲（英语：Álex González (actor)）飾演傑諾斯·奎斯提／激流（英语：Riptide (comics)）[30]
- 休·傑克曼飾演詹姆士·豪利特／金鋼狼 (客串)[31]

## 發行與迴響

### 評價
爛蕃茄上收集的273篇專業影評文章中，有236篇給出了「新鮮」的正面評價，「新鮮度」為86%，平均得分7.4分（滿分10分），該網站的共識性評價寫道「憑藉著強大的劇本、導演優雅的執導功力和來自成熟演員的磅礡表現，《X戰警：第一戰》夾帶著好評強勢回歸，造就了後續的系列電影」。而基於另一影評網站Metacritic上的20篇評論文章，其中15篇予以好評，1篇差評，4篇褒貶不一，平均分為70（滿分100），綜合結果為「普遍良好的評價」。據CinemaScore所進行的調查，觀眾的平均評價於A+至F間落於「B+」。

### 票房
《X戰警：第一戰》於2011年6月3日正式發行，在北美，電影於3,641個地點中有約6,900個劇院播映，首映週末美国收获5600万美元排名第一，這個數字較《X戰警：最後戰役》（1.027億美元）、《X戰警2》（8,550萬美元）及《X戰警：金鋼狼》（8,500萬美元）的首映票房低很多，但稍高於《X戰警》（5450萬美元）。《第一戰》還於74個海外市場開設了8,900個劇院，在首週末收穫了6,100萬美元，位居海外第三。最終，北美收益146,408,305美元，其他地區為207,215,819美元，全球總計353,624,124美元。

## 相關事件
2017年5月，在吴京執導的动作电影《戰狼2》的首支预告片中，出現了《X战警：第一战》中的場景，受到质疑。隨后，片方道歉称是将特效参考镜头误作为正式电影内容发布，将尽速修改。

## 續集
這部電影的成功，導致電影系列的延續。續集分別於2013年上映《金鋼狼：武士之戰》（外傳），前傳三部曲的第二部《X戰警：未來昔日》於2014年5月23日上映，而第三部《X戰警：天啟》則於2016年5月27日上映。

## 備註
1. ↑  依照電影上映順序。
2. ↑  依照電影上映順序。